# Stizocera armigera
Stizocera armigera là một loài bọ cánh cứng trong họ Cerambycidae.